# Laevipatagus
Laevipatagus is een geslacht van uitgestorven zee-egels uit de familie Loveniidae.

## Verspreiding en leefgebied
Vertegenwoordigers van dit geslacht leefden tijdens het Laat-Eoceen in Duitsland.